# ヨハン・ゲルハルト・ケーニヒ
ヨハン・ゲルハルト・ケーニヒ（Johann Gerhard König、1728年11月29日 - 1785年6月26日）は、バルト・ドイツ人の植物学者、医師である。アーユルヴェーダで使われる多くの植物について記述した。

## 生涯
現在のラトビアのイェーカブピルスで生まれた。1757年にカール・フォン・リンネの内弟子となり、1759年から1767年までデンマークに住んだ。1773年から1785年までは、インドのカルナータカ太守に仕え、博物学者として働いた。また、1773年から1785年には、タランガンパーディ郡（ナーガッパッティナム県）でデンマークとの貿易にも従事した。
1773年、彼は不在中にコペンハーゲン大学から博士号を授与された。彼は、太守の博物学者として、マドラス北部やセイロン島の山々へ航海し、その詳細は、後にデンマークの科学誌に掲載された。1778年、ケーニヒはイギリス東インド会社に職を得て、調査旅行を続けながら、ウィリアム・ロクスバラ、ヨハン・ファブリチウス、ジョゼフ・バンクスらの著名な科学者とともに死ぬまでそこで働いた。恐らくこの頃の最も特筆すべき調査は、1778年から1780年にかけてのタイ王国とマラッカ海峡の調査であろう。彼は1782年に、インドのタランガンパーディ郡に到着した爬虫両生類学者のパトリック・ラッセルと出会い、それ以来、連絡を取り合うことになった。
1784年、彼はカルカッタに向かう途中にヴィシャーカパトナムでクロード・ラッセルを訪ねた。この道中で彼は赤痢を患い、サマルコータ（Samalkota）に滞在していたロクスバラが彼を見舞った。しかしケーニヒは回復することなく、1785年にジャグレナートポルミン（Jagrenatporumin）で死去した。彼の論文は、ジョゼフ・バンクスに遺贈された。
タデ科のチシマミチヤナギ属（Koenigia）や、オオバゲッキツ（Murraya koenigii）の学名は、ケーニヒの名前にちなんでリンネが名付けたものである。